# Foudre (film, 2022)
Pour les articles homonymes, voir Foudre (homonymie).
Pour plus de détails, voir Fiche technique et Distribution.
Foudre est un film suisse réalisé par Carmen Jaquier sorti en  2022.

## Synopsis
Dans le canton suisse du Valais, vers 1900 : Élisabeth est dans un couvent depuis l'âge de 12 ans. À la mort de sa sœur ainée, elle est obligée de rentrer dans sa famille pour aider pendant l'été. Elle comprend vite qu'un mystère entoure la mort de sa sœur Innocente. Le curé du village considère que c'était une fille du Diable et que son âme est condamnée à errer éternellement sans trouver le repos.  
Élisabeth trouve un carnet rédigé par Innocente, dans lequel elle parle sans fard de son désir et de ses expériences sexuelles avec plusieurs hommes du village, qu'elle mêle à des discours d'inspiration religieuse. Troublée par ce texte, elle l'est également par trois jeunes hommes du village ; une attirance qui est réciproque. Après qu'Élisabeth a montré le carnet d'Innocente à sa mère, la curé et ses parents l'obligent à le brûler.
Ses relations avec les trois jeunes hommes se poursuivent, elle découvre avec eux le désir et le plaisir. Les adultes finiront par les séparer de force, Élisabeth est séquestrée et ligotée chez ses parents. Le curé veut l'envoyer dans un couvent du Nord de l'Italie qui saura selon lui la remettre dans le droit chemin. Mais ses deux jeunes sœurs la libèrent, et elle peut s'enfuir.

## Fiche technique
- Titre original : Foudre
- Réalisation : Carmen Jaquier
- Scénario : Carmen Jaquier
- Photographie : Marine Atlan
- Son : Carlos Ibañez-Diaz et Denis Séchaud
- Montage : Xavier Sirven
- Musique : Nicolas Rabaeus
- Costumes : Mariel Manuel et Geneviève Maulini
- Maquillage : Emmanuelle Olivet Pellegrin
- Production : Flavia Zanon et Joëlle Bertossa
- Sociétés de production : Close Up Films, RTS Radio Télévision Suisse
- Sociétés de distribution France : La Vingt-Cinquième Heure Distribution
- Pays de production :  Suisse
- Langue originale : français
- Format : couleur
- Genre : drame
- Durée: 92 minutes
- Dates de sortie :
  - Canada : 10 septembre 2022 (Festival de Toronto)
  - Suisse : 24 septembre 2022 (Festival de Zurich) ; 29 mars 2023 (sortie limitée)
  - France : 21 octobre 2022 (Festival de La Roche-sur-Yon) ; 22 mai 2024 (sortie nationale)

## Distribution
- Lilith Grasmug : Élisabeth
- Noah Watzlawick : Pierrot
- Benjamin Python : Émile
- Mermoz Melchior : Joseph
- François Revaclier : le père
- Sabine Timoteo : la mère
- Diana Gervalla : Adèle
- Lou Iff : Paule
- Léa Gigon : Innocente
- Marco Calamandrei : le curé

## Production

### Genèse
Selon la réalisatrice, ce projet de film est né d'un fait divers, le suicide de deux adolescents à Berlin, qui l'a amenée à s'interroger sur l'adolescence, et aussi de la découverte de carnets rédigés par son arrière-grand-mère valaisanne, qui y évoquait la vie de l'époque et ses interrogations religieuses. 

### Tournage
Le film a été tourné en décors naturels en août et septembre 2020 dans la vallée de Binn, dans le Haut-Valais.  

## Sortie

### Réception critique
Dans Le Temps, Stéphane Gobbo considère que ce film est « un premier long-métrage d'une grande force qui part du Valais de 1900 pour tendre vers une universalité de propos. »
Dans les Cahiers du cinéma, Olivia Cooper Hadjian écrit : « Si Foudre est empreint d’érotisme, Carmen Jaquier se tient loin du cliché de la jeune prude qui se dévergonde. Elle dépeint avec une précision pudique la découverte qu’une simple caresse peut piquer (étonnante scène sensuelle avec des orties), suspendre une histoire ou la détourner de son cours. »
En revanche, dans Positif, Jean-Loup Bourget considère que « le recours trop évident à des préoccupations et à des musiques anachroniques déçoit le spectateur qui s’intéresse au parcours d’Élisabeth (remarquable Lilith Grasmug) et qui admire la qualité visuelle du film. »

## Distinctions
- Prix du cinéma suisse 2023 : 
  - Meilleur son : Carlos Ibañez-Diaz et Denis Séchaud
  - Meilleure musique : Nicolas Rabaeus[5]
- Journées de Soleure 2023 :
  - Prix Opera Prima[6]
- Festival international du film de Marrakech 2022 :
  - Prix de la mise en scène[7]